# Henrik Rosenkrantz

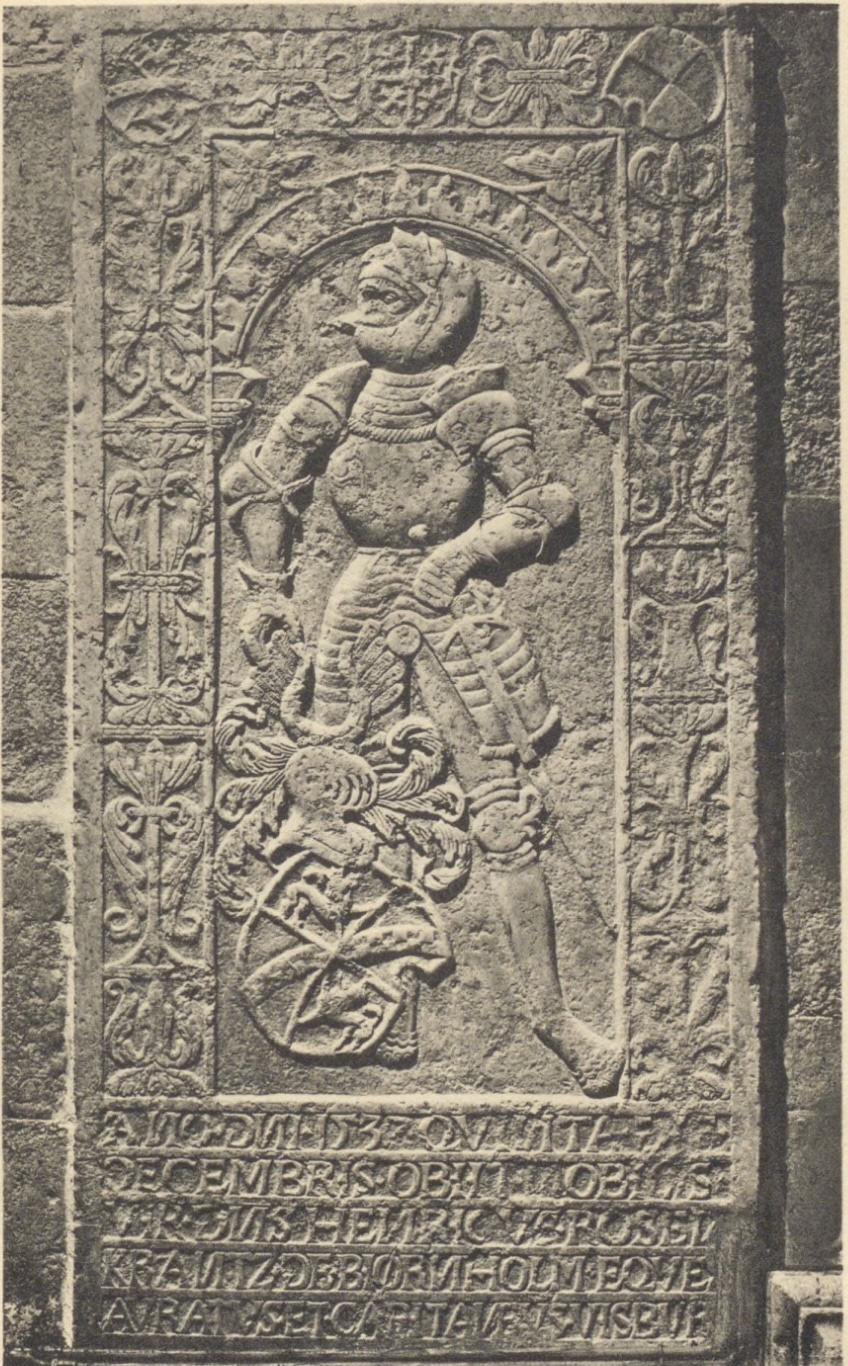
grav 1 i Visby domkyrka

Henrik Rosenkrantz, död 5 december 1537, var en dansk adelsman och länsherre.
Rosencrantz var son till Niels Eriksen Rosenkrantz. Han omtalas i skriftliga handlingar första gången 1522, då han dubbades till riddare av den heliga graven. Vid sin återkomst till danmark fungerade han en tid som föredragande för Fredrik I av Danmark. 1530 utnämndes han till länsherre på Gotland. Förutom ett par resor till Köpenhamn höll han sig under grevefejden på Gotland, som han styrde tämligen självständigt. Henrik Rosencrantz omkom av skador han ådragit sig sedan han kastats av sin häst under en ridtur i början av november.